# Jean-Claude Forest
Jean-Claude Forest, född 11 september 1930 i Le Perreux-sur-Marne, Val-de-Marne, död 30 december 1998 i Lagny-sur-Marne, Seine-et-Marne, var en fransk serieskapare. Han var känd för sina fantasifulla och egensinniga berättelser, sina sexiga seriehjältinnor samt den eleganta teckningsstilen. Hans mest kända skapelse är Barbarella (1962), som 1968 blev film med Jane Fonda. Han var en av de tidigaste franska "vuxenserieskaparna" och arbetade även som illustratör.
På senare år arbetade Forest oftare som manusförfattare för andra tecknare,  ofta med mer poetiska eller absurdistiska alster. 1983 mottog han Staden Angoulêmes stora pris på seriefestivalen i Angoulême.

## Biografi

### Tidiga år
Jean-Claude Forest föddes 11 september 1930 i Le Perreux-sur-Marne nära Paris. Han debuterade som serietecknare 1949, i tidningen O.K.. Under 1950-talet producerade han ett antal ganska traditionella humor- eller äventyrsserier för olika tidningar. Det var bland annat Caméra 34 (1951–1954), Vaillant (1951–1953, Le Copyright), Fillette (1953–1954), Mireille (1956–1958) och Suzette (1958–1959). Från 1952 tecknade han ett antal historier i Charlot – en komisk äventyrsserie baserad på Charlie Chaplin. Dessutom illustrerade han tidnings- och bokomslag, bland annat för tidningen Fiction och förlaget Livres de Poche.

### Barbarella och efterföljare
Hans första uppmärksammade egna produktion kom åren 1962, då Barbarella lanserades i (herr)tidningen V Magazine. Det här var en ny typ av serie, en science fiction-serie av pulp-stil med en lättklädd hjältinna som riktade sig till äldre (manliga) läsare. Titelpersonen var visuellt inspirerad av tidens franska "sexbomb" Brigitte Bardot. Denna och andra serier vid samma tid kallades "popserier", eftersom de kom parallellt med den nya popmusiken och popkonsten och delvis delade deras stildrag.
Av Barbarella producerades fram till och med 1982 fyra olika seriealbum; det sista tecknades av Daniel Billon efter Forests manus. 1968 hade långfilmen Barbarella premiär, med Jane Fonda i titelrollen. Fonda var vid den tiden gift med filmens regissör Roger Vadim; Vadim hade för övrigt åren 1952–1957 varit gift med Brigitte Bardot.
Efter framgångarna med Barbarella skapade Forest flera andra SF-serier med kvinnliga hjältinnor. Bébé Cyanyre följde 1964 och Hypocrite 1971. Forest utvecklade under tiden sin alltmer eleganta penselbaserade teckningsstil och sin egensinniga, ofta absurdistiskt poetiska berättarstil.

### Serier för vuxenserietidningar
Under 1970-talet producerade Forest serier för de flesta av de nya vuxenserietidningarna – Fluide Glacial, Métal Hurlant, L'Écho des Savanes med flera. Han var från starten en av de återkommande bidragsgivarna för À Suivre, där hans och Jacques Tardis absurdistiska serieroman Just här presenterades redan i nummer 0. Under 1978 publicerade tidningen Forests Le roman de Renart ('Rävsagan'), tecknad av Max Cabanes).
1980 återkom Forest själv med La jonque vue de l'orchestre och 1982 med Enfants, c'est l'Hydragon qui passe. Den förra var en erotiskt laddad fantastikserie placerad i historisk miljö, karaktäriserad av teckningar som delvis inspirerats av träsnitt. Den sistnämnda var en ungdomsserie om en pojke som reser genom Europa på en flodpråm; serien vann pris på Seriefestivalen i Angoulême för årets bästa seriealbum.

### Senare år
1983 mottog Forest Stora priset i Angoulême för sitt sammanlagda verk. Därefter tecknade han allt mindre egna serier, även om han bidrog med manus åt bland andra Didier Savard (tre album av ungdomsserien Léonid Beaudragon).
1985–1988 arbetade Forest som chef för serieavdelningen på ungdomstidningen Okapi. Hans sista verk, Il faut y croire pour y voir, tecknad av Alain Bignon, utgavs 1996.
Jean-Claude Forest led under många år av astma. Han avled 30 december 1998, i Lagny-sur-Marne i Seine-et-Marne.

## Stil och betydelse
Forest var – inte minst internationellt – kanske mest känd för sina lättklädda seriehjältinnor med Barbarella i täten. Men han uppmärksammades också för sina fantastiska och fantasifulla seriemanus, liksom för de på senare år allt mer eleganta, ibland träsnittsinspirerade teckningarna.
Forest deltog under 1960- och 1970-talen i flera faser av utvecklingen av "de nya franska serierna", från sexserier till sofistikerade berättelser i litterär stil. Den långa och absurdistiska serieberättelsen Just här, till vissa delar påverkad av Samuel Beckett och dennes absurdism, var en av de första serieromanerna. Just här sattes 1985 upp som teaterpjäs, av Nancy-baserade Théâtre en Kit; 35 föreställningar gjordes.

### Serier i album
- Hippolyte et les diamants de Pesetas-City (text/bild), Éditions Elan, början a 1950-talet.

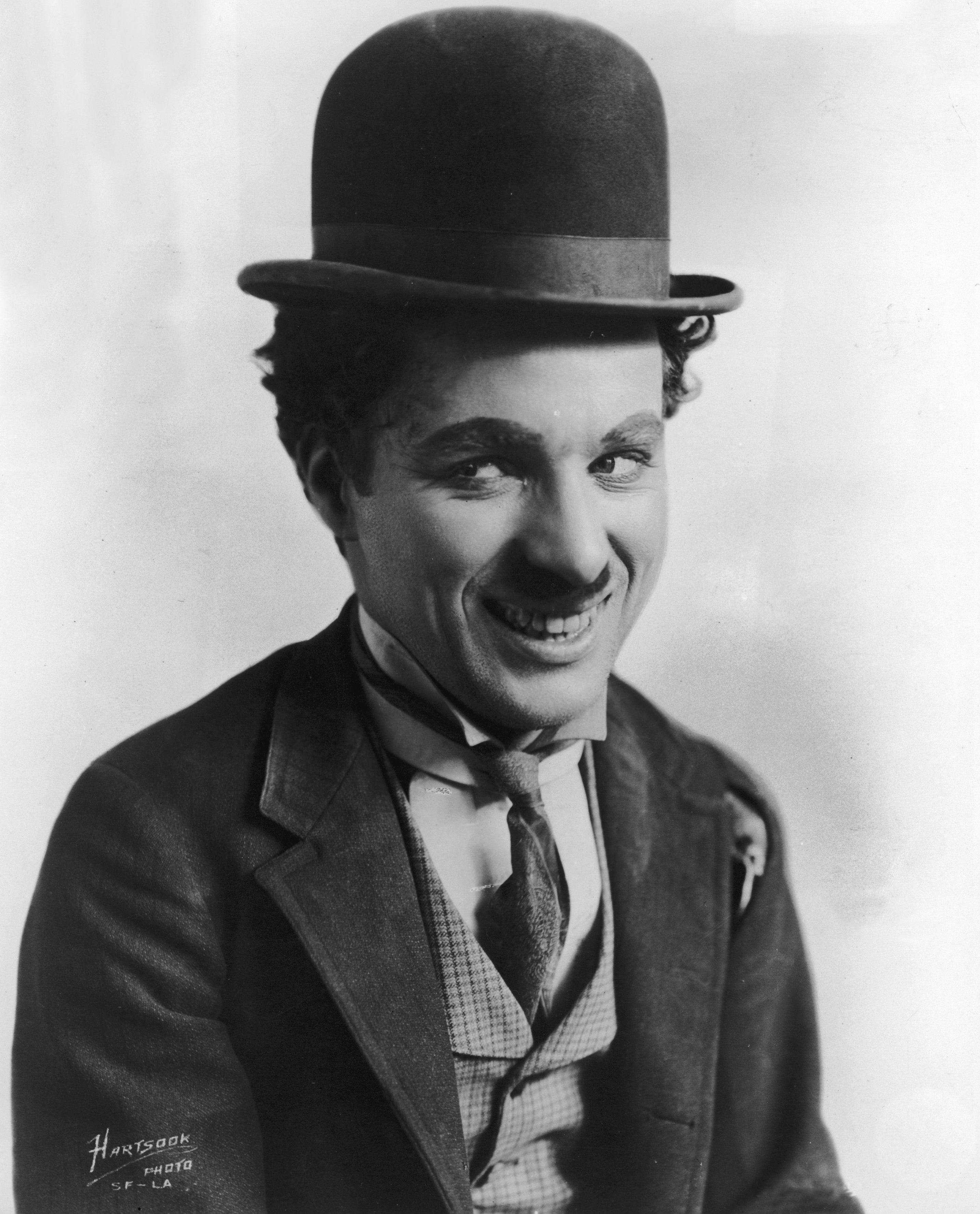
Under 1950-talet tecknade Forest ett drygt tiotal komiska äventyrshistorier i en serie baserad på Charlie Chaplins luffarfigur.

- Charlot (bild), med Montaubert (text), Société parisienne d'édition:

18. Charlot a de la chance
19. Charlot et les mammouths
20. Charlot contre Mandrago Satanas
22. Charlot chercheur d'uranium
23. Charlot dans le grand monde
24. Charlot chevalier de la Table Ronde
26. Charlot dans les affaires
29. Charlot se débrouille
31. Charlot pionnier interplanétaire, 1960.
33. Charlot et les robots, 1961.
36. Charlot gagne un royaume, 1962.
- Bicot (bild), med Raymond Maric (text), Azur :

2. Bicot et Dorothée au cirque, 1959.
3. Bicot et Dorothée aux Jeux Olympiques, 1961.
- Cendrillon (bild), med Marijac (text), Éditions de Châteaudin, 1961.

- Barbarella :

1. Barbarella (text/bild), Le Terrain vague, 1964.
  - Barbarella, Semic Press, 1969. (svenska)
2. Les colères du mange-minutes (text/bild), Kesselring, 1974.
3. Le semble-lune (text/bild), Éditions Pierre Horay, 1977.
4. Le miroir aux tempêtes (text), med Daniel Billon (bild), Éditions du Fromage, 1982.

- Hypocrite (bild/text), Dargaud:

1. Hypocrite et le monstre du Loch Ness, 1971.
2. Comment décoder l'Etircopyh, 1973.
3. N'importe quoi de cheval, 1974.

- Mystérieuse matin, midi et soir (text/bild), Dargaud, 1972.
- Les naufragés du temps (text), med Paul Gillon (bild), Hachette Livre:

1. L'étoile endormie, 1974.
2. La mort sinueuse, 1975.
3. Labyrinthes, 1976.
4. L'univers cannibale, 1976.

- Bébé Cyanure (text/bild), Glénat, 1975.
- Tiroirs de poche et fonds de tiroir, Pierre Horay, 1976.

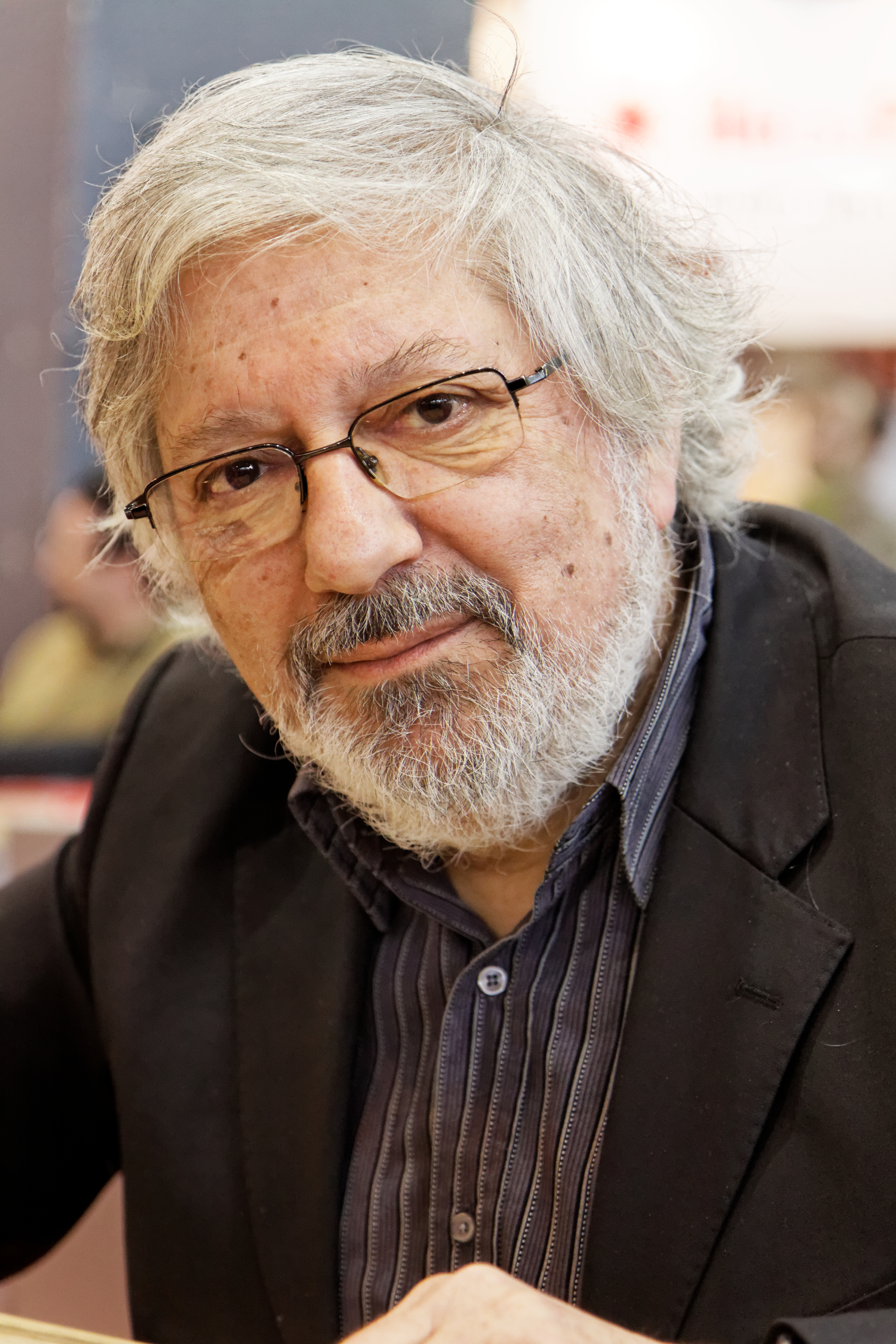
Forest samarbetade med Jacques Tardi på serieromanen Just här.

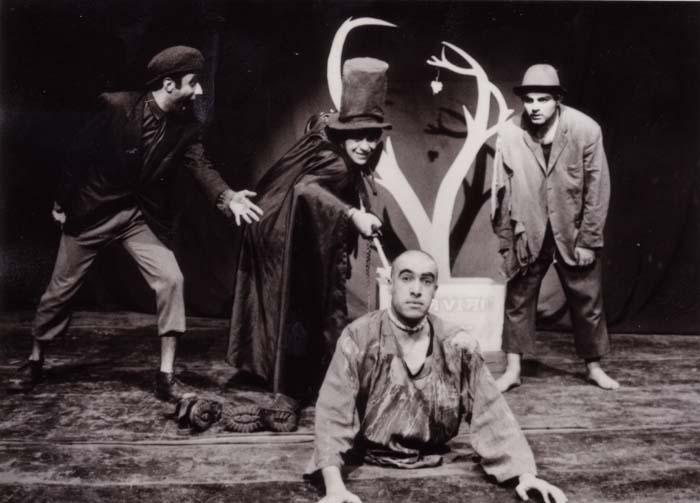
Forests och Tardis Just här är en absurdistisk serieroman i Samuel Becketts efterföljd. Bilden är från en uppsättning av Becketts I väntan på Godot.

- Ici Même (manus), med Jacques Tardi (bild), Casterman, koll. "Les Romans (À suivre)", 1979.
  - Just här, Medusa, 1986. (svenska)
- La jonque fantôme vue de l'orchestre (text/bild), Casterman, koll. "Les Romans (À suivre)", 1981.
- Enfants, c'est l'Hydragon qui passe (text/bild), Casterman, koll. "Les Romans (À suivre)", 1984.
- Le roman de Renart (text), med Max Cabanes (bild), Futuropolis, koll. "30 x 40", 1985.
- Léonid Beaudragon (text), med Didier Savard (bild):

1. Le fantôme du Mandchou fou, Bayard Presse, 1986.
2. La nuit des totems, Alpen Publishers, 1990.
3. Le scaphandrier du lundi, Alpen Publishers, 1992.

- Il faut y croire pour le voir (text), med Alain Bignon (bild), Dargaud, koll. "Long courrier", 1996.

### Serier i tidningar (urval)
- Le copyright och Les aventures du Copirit (text/bild), i Vaillant nr. 388–410, 1952-53.
- Bébé Cyanure (text/bild), i Chouchou, 1964-65.
- Hypocrite (tet/bild), i Pilote, 1972-74.
- Korta historier i Charlie Mensuel, 1972, et Circus, 1975.
- Korta historier i Fluide Glacial, 1975-78.
- Contes de la barque saoule (text/bild), i Métal Hurlant, 1976-78.
- Korta historier i Métal Hurlant, 1977.
- Ici Même (text), med Jacques Tardi (bild), i À Suivre nr. 1–12 1978-79.
- Renart (text), med Max Cabanes (bild), i (À Suivre), 1978.
- La déchéance du professeur Adamus (bild), med Jacques Lob (text), fyra sidor i À Suivre nr. 14, 1979.
- La jonque fantôme vue de l’orchestre (text/bild), i À Suivre nr. 24–31/32, 1980.
- Barbarella – Le miroir aux tempêtes (text), med Daniel Billon (bild), L'Écho des Savanes nr. 66–74, Éditions du Fromage, 1980-81.
- Enfants, c’est l’hydragon qui passe (text/bild), i À Suivre nr. 55–59, 1982.
- 3 korta historier i specialnummer av À Suivre, 1983-86.

### Illustrationer
- Omslag till tidningen Fiction, april 1958–september 1967.[6]
- Omslag till SF-romaner utgivna i kollektionen "Le Rayon fantastique" mellan 1960 och 1964.
- Redaktionella teckningar i À Suivre, 1978–80.
- 8 volymer i kollektionen Lecture et Loisirs , Dargaud, 1979-82.
- L'ancre de miséricorde av Pierre Mac Orlan, koll. "Signe de Piste", oktober 1991.

## Film och TV
- Marie Mathématique, manus och teckningar till en miniserie med klippdocksanimation (till poem av André Ruellan); musik och framförande av Serge Gainsbourg; regi av Jacques Ansan): 6 avsnitt på vardera cirka 5 minuter, till TV-programmet Dim, Dam, Dom, sänt av franska ORTF oktober 1965–april 1966.
- Barbarella, konstnärlig rådgivare för filmversionen av Roger Vadim, 1968.
- Deltagande i programmet Tac au tac, producerad av Jean Frapat för ORTF, 1971–75.
- Les poules bleues de l'automne, manus och regi till science fiction-dramatisering för kanal 1 hos ORTF, 1974.